# S/y Witeź
Witeź – pierwszy polski jacht pełnomorski, zakupiony w roku 1925 dla założonego w tym samym roku Yacht Klubu Polski. Jednostka, na której polscy żeglarze wypłynęli po raz pierwszy – pod dowództwem gen. Mariusza Zaruskiego – na Morze Bałtyckie.

## Żeglarstwo po odzyskaniu niepodległości Polski
Dostęp do Bałtyku Polska odzyskała w roku 1919, na mocy Traktatu wersalskiego. Wkrótce do kraju wrócili z zagranicy żeglarze, m.in. gen. Mariusz Zaruski, Antoni Aleksandrowicz, Konstanty Maciejewicz. Zaczęto tworzyć żeglarskie stowarzyszenia i kluby, m.in. Otton Weiland powołał Stowarzyszenie Przyjaciół Żeglarstwa, powstał Chojnicki Klub Żeglarski (Charzykowy) i inne.
W roku 1924 utworzono Yacht Klub Polski (rejestracja w dniu 10 grudnia 1924) liczący początkowo 25 członków. Przewodniczącym Komitetu Organizacyjnego został Antoni Aleksandrowicz, który opracował statut klubu. W dniu 6 lutego wybrano władze klubowe; pierwszym komandorem YKP został gen. Mariusz Zaruski – od 1923 roku adiutant generalny prezydenta Stanisława Wojciechowskiego, autor pierwszego polskiego podręcznika żeglarstwa („Współczesna Żegluga Morska”, wyd. 1904, 1919–1920). Antoni Aleksandrowicz pełnił funkcję wicekomandora. Opracował regulaminy klubowe i zaprojektował flagę, proporzec, znak pieczęci, ubiór klubowy.
Ich starania doprowadziły do kupna w Gdańsku, w lipcu 1925 roku, używanego jachtu pełnomorskiego, nazwanego „Witeż”. Wkrótce Klub zbudował własną przystań (pierwszą – na Wiśle, według projektu A. Aleksandrowicza), zakupił łodzie żaglowe, a wśród nich – poza „Witeziem” – kolejne jednostki morskie („Carmena", Junak", „Jurand" i inne). Zakupiono również – dla celów szkoleniowych – morski kuter „Gryf". Rejsy szkoleniowe Młodzieżowej Kadry Żeglarskiej prowadzono na Wiśle i na morzu, m.in. w ramach przysposobienia wojskowego w bazie Marynarki Wojennej w Gdyni-Oksywiu).
Cele działań wyrażał Zaruski m.in. w słowach:

… pomimo odzyskania wybrzeża morskiego jesteśmy dotychczas lądowym społeczeństwem, nie mamy zaufania do morza, boimy się jemu swe kapitały powierzyć – kategorie naszego myślenia są czysto lądowe. Jak najspieszniej potrzeba nam się zabrać do pracy, … , wychować pokolenie ludzi znających morze, rozmiłowanych w nim do najwyższej tęsknoty. Niech jachty nasze staną się pionierami tej idei, niech rozwiną bandery polskie na wszystkich morzach Europy.

## Charakterystyka jachtu Witeź
Jacht „Witeź” był małym jachtem morskim, bardziej regatowym niż turystycznym. Miał ożaglowanie typu Marconi o powierzchni 75 m², stosunkowo dużej jak na małe wymiary kadłuba – długość 12,5 m, szerokość 2,7 m i zanurzenie 1,5 m.
Cytując opinię gen. Zaruskiego:

Jest to typ statku żaglowego, któremu w razie ciszy morskiej wystarczy, ażeby załoga w żagle dmuchała, a wnet się porwie do lotu.

Wbrew opiniom, że jacht nie zapewnia bezpieczeństwa w czasie rejsów morskich, taką decyzję podjęto. Gen. Zaruski pisał:

należało koniecznie odbyć wycieczkę dalszą, ażeby zachęcić wątpiących, pokazać na żywym przykładzie, że jacht nie tylko do zdobycia puharu na regatach służy, lecz może iść w zamorskie, dalekie nawet kraje.

## Pierwsze rejsy

### Rejs Polska–Szwecja–Dania (20 – 30 sierpnia 1925)
Po kilkudniowych przygotowaniach (w zaopatrzeniu jachtu pomogła marynarka wojenna, m.in. przekazując szczegółowe mapy) 20 sierpnia 1925 roku „Witeź” wyszedł w morze z południowego molo portu morskiego w Gdyni. Załogę stanowili: Mariusz Zaruski jako kapitan statku, Antoni Aleksandrowicz jako zastępca kapitana oraz dwaj członkowie YKP, żeglarze – Michał Laudański i Heliodor Sztark, „konsul-kuk”, polski konsul w Kolonii i na Murmanie (w rejsie brał też udział p. B.). Jacht był żegnany przez kapitana portu z żoną i nieliczne grono zainteresowanych. Na morzu odebrał nadane kodem flagowym życzenia „Szczęśliwej drogi” od ORP "Podhalanin".

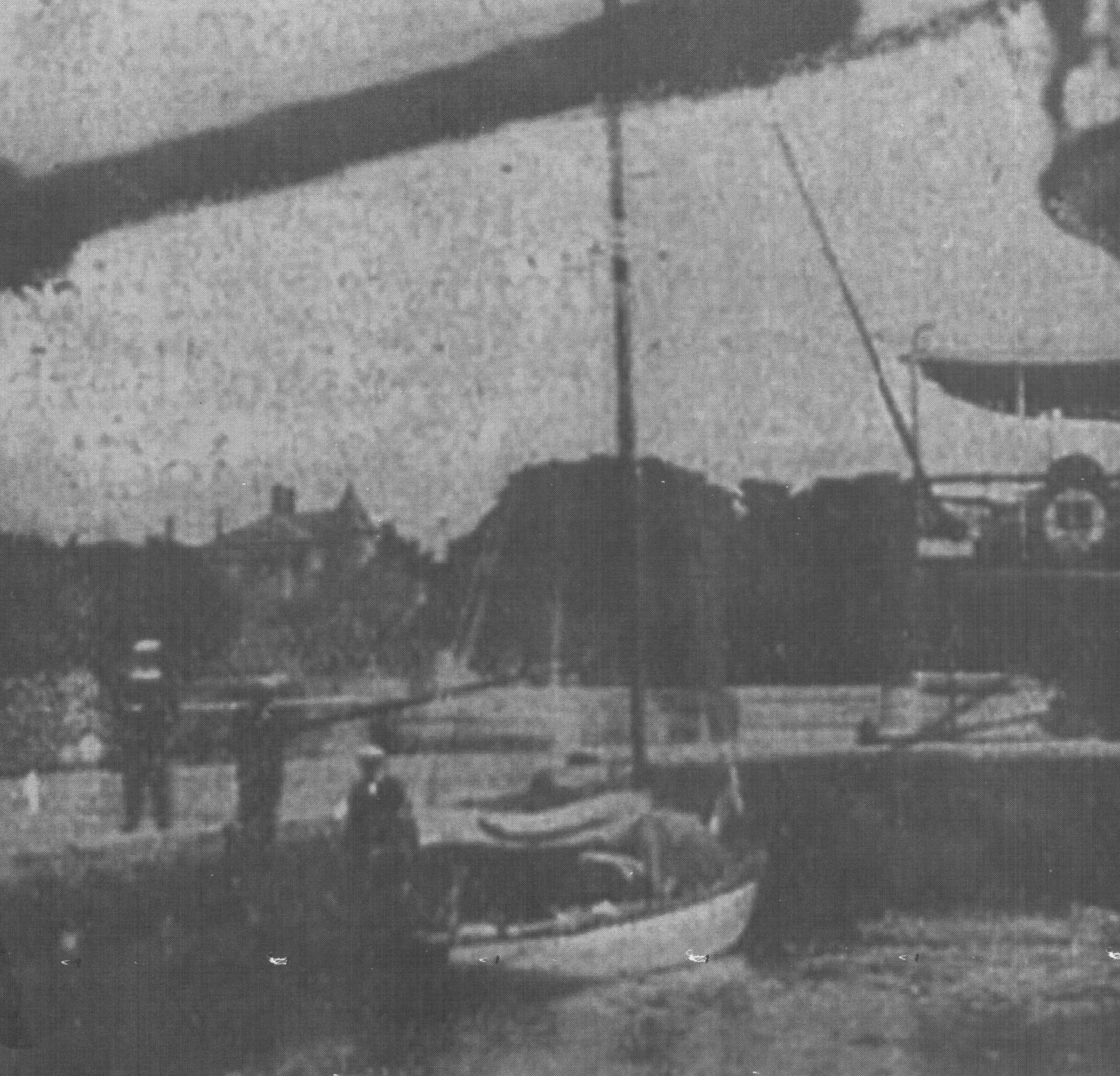
Witeź w porcie Rønne
(fot. Antoni Aleksandrowicz)

Płynął wzdłuż brzegu do Gdańska, a następnie wybrał kierunek na Latarnię Morską na Helu i dalej, na Rozewie i Latarnię Morską w Jastarni. O świcie następnego dnia minęli Latarnię Morską Rozewie i wybrali kurs na Karlshamn (Szwecja) – cel rejsu.
Po wyjściu z Karlshamn napotkano sztorm, w tym biały szkwał, który położył jacht, jednak nie doszło do uszkodzeń. Ze względu na niesprzyjającą pogodę zatrzymano się w zacisznej przystani na Han-ö – szwedzkiej skalistej wysepce z latarnią morską, z populacją 250 mieszkańców trudniących się rybołówstwem. Następnego dnia ominęli przylądek Hammeren (zob. Hammershus) na Bornholmie i zacumowali w Rønne. M. Zaruski wspominał owacyjne przyjęcie załogi „Witezia” przez duńskich marynarzy. W trasie powrotnej jacht ponownie dzielnie walczył z silnymi szkwałami. Warunki w Zatoce Gdańskiej przez 5 dni uniemożliwiały wejście do Gdyni. Ostatecznie pierwszy polski rejs bałtycki zakończył się w tym samym miejscu, w którym został rozpoczęty 10 dni wcześniej (M. Zaruski: „Tłumów i tym razem nie było”).

### Kolejne rejsy morskie
W roku 1926 zorganizowano dwa zagraniczne rejsy na „Witeziu”:
- do Szwecji, Danii i Niemiec (dowodzący: komandor H. Pistl),
- do Szwecji (dowodzący: gen. M. Zaruski).

W drugim z tych rejsów (trzecia wyprawa „Witezia”) do załogi jachtu należeli: komandor Witold Żelechowski, Michał Laudański, Janusz Albrecht i Stanisław Bobiński.
W kolejnym, czwartym rejsie „Witezia” uczestniczyli: gen. Zaruski (kapitan), Stanisław Kosko (zastępca kapitana), Michał Laudański, Feliks Hłasko i Antoni Żmigrodzki.
W roku 1927 zorganizowano wyprawę do Łotwy i Szwecji (czwarty rejs gen. Zaruskiego), a w lecie 1928 roku – rejs do Kopenhagi (załoga: gen. M. Zaruski, Michał Laudański, Zygmunt Horyd, Stanisław Mańkowski i Feliks Wadowski).

## Relacje Mariusza Zaruskiego z rejsów na „Witeziu”

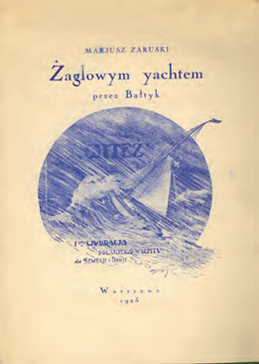
Okładka broszury M. Zaruskiego (1925)

Mariusz Zaruski opublikował cztery broszury o wyprawach na „Witeziu”. We wstępie do pierwszej z nich wydawca napisał m.in.:

Oddając do druku opis pierwszej podróży yachtu polskiego na wody zagraniczne, żywimy nadzieję, że stanie się on zachętą dla wszystkich, interesujących się rozwojem naszej żeglugi i sportów wodnych, do wypróbowania sił swoich na morzu, pośrednio zaś – do opanowania przez nas morza.

Kolejne broszury dotyczą rejsów z lat 1925–1928:
- rejs pierwszy – Żaglowym yachtem przez Bałtyk. Pierwsza podróż yachtu polskiego do Szwecji 20 VIII–30 VIII 1925, Warszawa 1925,
- rejs trzeci – Na pokładzie „Witezia”. Trzecia podróż żaglowego yachtu „Witeź” w r. 1926 do Szwecji, Wydawnictwo Yacht-Klubu Polskiego, Warszawa 1927,
- rejs czwarty – Na yachcie „Witeź”. Czwarta podróż żaglowego yachtu „Witeź” w r. 1927 do Łotwy i Szwecji, Instytut Wydawniczy Ligi Morskiej i Rzecznej, Warszawa 1928,
- rejs piąty – Moja czwarta podróż na „Witeziu”, Wojskowy Instytut Naukowo-Wydawniczy, Warszawa 1930.

Wszystkie cztery broszury wydano ponownie jako III rozdział książki Na skrzydłach jachtów pt. Na jachcie „Witeź” .